# Dammlunga

Röntgenbild av lunga vid asbestos där man ser pleuraplack

Dammlunga eller pneumokonios orsakas av inandning av damm. Lungorna blir förhårdnade. Sjukdomen kan se olika ut beroende på vilket skadligt ämne som inandats. Pneumokonios kan uppdelas i silikos, asbestos, och antrakos. Dammlunga var en sjukdom som när den upptäcktes visade sig vara relativt vanlig hos arbetare i utsatta miljöer.

## Silikos
Vid silikos, stendammslunga, finns typiska silikosknutor spridda i hela lungan. Silikos uppstår vid exponering för kiseldioxid, då makrofagerna angriper kvartspartiklarna. De flesta fallen av silikos i Sverige är kopplat till yrkesexponering, så som arbete i stenindustri eller gruva. Silikos inducerar fibros i lungan. Silikos innebär en mycket kraftig riskfaktor för att latent tuberkulos ska utvecklas till aktiv tuberkulos.
Exponering för damm från kiseldioxid är även associerat med ökad risk för lungcancer.

## Asbestos
Asbest kan leda till asbestos, småcellig lungcancer, mesoteliom och pleuraplack. Då man utsätter sig för asbest kommer asbestfibrerna ned i lungorna. Dessa fibrer är vassa och skadar lungan. Dessutom reagerar kroppen på dem och detta kan i slutändan leda till respiratorisk insufficiens. Pleuraplack kommer efter asbestexponering och kan ses på röntgen. Det vanligaste symptomet på asbestos är andfåddhet vid fysiskt arbete.

## Antrakos
Antrakos, kolarbetarlungor, uppträder efter långvarig exponering för kol. Respiratorisk insufficiens är ovanligt. För folk som bott i storstäder ser man ofta vid en obduktion små sotinlagringar i lungorna.